# (20060) Johannforster
(20060) Johannforster est un astéroïde de la ceinture principale.

## Description
(20060) Johannforster est un astéroïde de la ceinture principale. Il fut découvert le 15 août 1993 à Caussols par Eric Walter Elst. Il présente une orbite caractérisée par un demi-grand axe de 3,07 UA, une excentricité de 0,12 et une inclinaison de 9,7° par rapport à l'écliptique.

## Compléments